# Bolombo

Locatie van de rivier Bolombo binnen het Maringa-Lopori basin.

De Bolombo is een rivier in de Evenaarsprovincie in het noorden van Congo-Kinshasa. De Bolombo is een zijrivier van de Lopori. De Lopori voegt zich bij de meer zuidelijk gelegen rivier de Maringa en zij vormen samen de rivier de Lulonga, een zijrivier van de Kongo. 